# 利曼 (斯洛博然斯凱市鎮)
49°35′19″N 36°27′51″E / 49.58861°N 36.46417°E
利曼（烏克蘭語：Лиман）是位於烏克蘭東部的村莊，由哈爾科夫州丘胡伊夫区的斯洛博然斯凱市鎮負責管轄。該村始建於1660年，面積6.68平方公里，海拔高度90米，2024年人口4,000，人口密度每平方公里626.6人。